# Saint-Léger-du-Ventoux
Saint-Léger-du-Ventoux település Franciaországban, Vaucluse megyében. Lakosainak száma 27 fő (2022. január 1.). Saint-Léger-du-Ventoux Buis-les-Baronnies, Eygaliers, Mollans-sur-Ouvèze, La Penne-sur-l’Ouvèze, Plaisians, Beaumont-du-Ventoux, Bédoin, Brantes és Malaucène községekkel határos.

## Népesség
A település népessége az elmúlt években az alábbi módon változott:
| Lakosok száma | 39   | 37   | 36   | 34   | 33   | 33   | 31   | 29   | 27   |
|               | 2013 | 2015 | 2016 | 2017 | 2018 | 2019 | 2020 | 2021 | 2022 |